# Volcán de Atitlán
El volcán de Atitlán es un estratovolcán ubicado al lado sur de la caldera del lago de Atitlán en Guatemala. Con más de una docena de erupciones registradas entre 1469 y 1853, la fecha de su erupción más reciente, el volcán ha tenido una actividad volcánica relativamente elevada.
El Atitlán es parte del Arco Volcánico Centroamericano, una cadena de volcanes que se extiende a lo largo del literal occidental de América Central, y que se formó por la subducción de la Placa de Cocos debajo de la placa del Caribe. Estos volcanes son parte del Cinturón de Fuego del Pacífico. Este volcán es más conocido por  la Erupción de los Chocoyos con un IEV 7, la erupción fue de magma riolítico que expulsó 300 km³ de tefra dejando depósitos desde Florida hasta Ecuador dejando una caldera de 18 km de diámetro y 900 metros de profundidad.
A pocos kilómetros al norte del Atitlán se encuentra el volcán Tolimán. El volcán San Pedro se sitúa al noroeste del volcán Atitlán.

## Vida silvestre

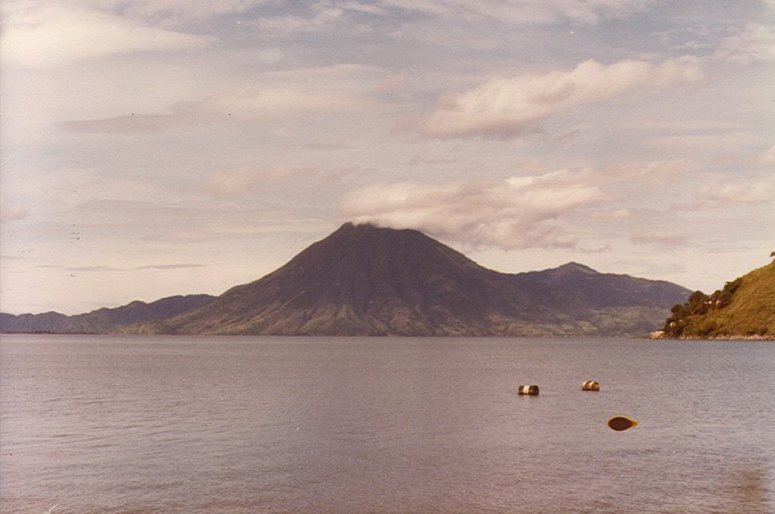
Lago de Atitlán (Lake Atitlan), Guatemala. Foto de Infrogmation, 1979.

Una parte de las laderas del volcán están cubiertos de bosque. El bosque termina unos 500 metros antes de llegar a la cumbre. Arriba se observan pequeñas fumarolas donde los indígenas realizan ritos religiosos. La vista desde la cumbre es maravillosa, se puede apreciar el lago de Atitlán a través de un mirador.
El Atitlán es un refugio para dos pájaros especialmente raros y hermosos que son especies endémicas de los bosques nubosos de la región. El pavón de cuerno (Oreophasis derbianus) es una reliquia del Pleistoceno de la familia Cracidae que persiste hoy en día sólo en pequeños fragmentos de su hábitat original. Su hábitat se limita a los bosques nubosos por encima de aproximadamente 1650 metros. Este pájaro tiene el tamaño de un pavo y el macho adulto tiene un «cuerno» de color escarlata que se proyecta hacia arriba desde la parte superior de su cabeza. La tangara chiapaneca (Tangara cabanisi) es probablemente la especie con menor diversidad de hábitat en la región. Ocurre solo en elevaciones medias en la Sierra Madre de Chiapas, México y en el occidente de Guatemala.